# Eisenbahnunfall von Mommila
Der Eisenbahnunfall von Mommila war ein Zusammenstoß zweier Züge am 5. April 1977 auf der finnischen Bahnstrecke Riihimäki–Lahti. Bei dem Unfall kollidierte der Sonderexpresszug Savonia EP 84 am Bahnhof Mommila mit dem Güterzug JK 1456. Der Lokführer des Schnellzuges kam bei dem Unfall ums Leben, 20 Menschen wurden verletzt.

## Unfallhergang
Der Unfall ereignete sich, weil der Schnellzug mit einer Geschwindigkeit von etwa 80 km/h in den für den Güterzug freigegebenen Streckenabschnitt fuhr, auf dem die zulässige Höchstgeschwindigkeit 35 km/h betrug.
Zum Zeitpunkt des Unfalls bestreikte die Gewerkschaft Suomen Teknisten Toimihenkilöjärjestöjen Keskusliitto (STTK, deutsch in etwa ‚Zentralverband der finnischen technischen Angestellten‘) die finnischen Kraftwerke, was zu Stromabschaltungen führte. Die Eisenbahnsignale an den Bahnhöfen wurden mit Notstrom betrieben. Der Lokführer des Schnellzuges ging offenbar davon aus, dass das Gleis trotz der Signale bis Oitti für seinen Zug unbegrenzt frei wäre.
Das Lokomotiv- und Zugpersonal des Güterzuges hatten vor der Kollision Zeit, ihre Lokomotive zu verlassen.
Die Lokomotive des Schnellzuges, die Diesellokomotive Dr13 2303, wurde bei dem Zusammenstoß zerstört und anschließend zerlegt. Die Lokomotive des Güterzuges, die Dv12 2614, wurde nach Reparatur wieder in Dienst gestellt.

## Sonderexpresszug Savonia
1972 wurde der Verkehr mit sogenannten Sonderschnellzügen begonnen, die als Zuggattung EK zwischen Helsinki und Kuopio verkehrten. 1973 wurden diese Züge in Sonderexpresszüge mit der Gattungsbezeichnung EP umbenannt. Der Savonia verkehrte zwischen Helsinki und Kontiomäki. 1987 wurde der Endbahnhof des Zuges Iisalmi. Im Fahrplan von 1974 verließ der Savonia EP 83 Helsinki um 12:00 Uhr und kam um 20:50 Uhr in Kontiomäki an. Der Gegenzug EP 84 verließ Kontiomäki um 8:55 Uhr und kam um 17:30 Uhr in Helsinki an. Der Zug hielt in Riihimäki, Lahti, Kouvola, Mikkeli, Pieksämäki, Kuopio, Iisalmi und Kajaani. Der Zuglauf wurde 1993 eingestellt.